# Xã Rose, Quận Ogemaw, Michigan
Xã Rose (tiếng Anh: Rose Township) là một xã thuộc quận Ogemaw, tiểu bang Michigan, Hoa Kỳ. Năm 2010, dân số của xã này là 1.368 người.